# Cheap Imitation
Cheap Imitation es una pieza para piano solo de John Cage, compuesta en 1969. Es una pieza indeterminada creada usando el I Ching y basada, rítmicamente, en la pieza Socrate de Erik Satie. 

## Historia de la composición
Al igual que muchas otras obras de Cage, Cheap Imitation fue el resultado de su colaboración con la compañía de danza de Merce Cunningham. Sin embargo, en este caso la coreografía original no se basó en la música de Cage, sino en un arreglo para piano del drama sinfónico Socrate de Erik Satie. En 1947, Cunningham hizo una coreografía basado en el primer movimiento de la obra de Satie, y Cage proporcionó una transcripción para dos pianos de la música (ya que las danzas de Cunningham generalmente iban acompañadas solo de piano). En 1968 se decidió expandir la coreografía en dos movimientos, basándose en los dos movimientos restantes de la obra Satie. Cage, que en ese momento trabajaba en HPSCHD, una gran pieza multimedia, solicitó la ayuda de un conocido de la Universidad de Illinois, Arthur Maddox, y juntos completaron un arreglo de dos pianos de los dos movimientos restantes. La nueva coreografía se estrenaría a principios de 1970. 
Sin embargo, en diciembre de 1969, Cage recibió noticias del editor de Satie, Éditions Max Eschig, de que se le habían denegado los derechos para realizar la pieza, aunque Eschig ni siquiera había solicitado ver la transcripción. Debido a que la coreografía se basó en los ritmos y la estructura de Socrate, Cage no pudo simplemente componer una nueva pieza musical. Decidió imitar el trabajo de Satie en un solo de piano. Cage tituló el resultado «Cheap imitation» (imitación barata), y Cunningham respondió de la misma manera, nombrando la coreografía Second Hand (segunda mano).
Cheam Imitation se convirtió en el último trabajo que Cage realizó en público como pianista: la artritis le impidió hacer más presentaciones. Sin embargo, a pesar de que sus manos estaban dolorosamente hinchadas, todavía la tocó durante la década de 1970. Cage quedó cada vez más fascinado con la pieza, produciendo transcripciones para orquesta de un mínimo de 24 intérpretes y un máximo de 95 (1972) y para violín solo (1977) a pedido del violinista Paul Zukofsky (quien entre 1989 y 1990 también ayudó a Cage a completar los Freeman Etudes, que habían comenzado en 1977–80). Las versiones orquestales, sin embargo, no se realizaron hasta mucho después, porque los músicos se negaron a ensayar y posteriormente descubrieron que la pieza era demasiado difícil para ellos.
Cheap Imitation se convirtió en una especie de desviación para Cage, porque era su primera composición "adecuada", en el antiguo sentido de la palabra, desde 1962. Además, la declaración abierta de los propios sentimientos de Cage (sobre el trabajo de Satie) fue algo muy inusual para su trabajo, que fue, desde fines de la década de 1940, casi totalmente impersonal. El propio Cage era muy consciente de la contradicción entre el resto de sus obras y Cheap Imitación : 

En el resto de mi trabajo, estoy en armonía conmigo mismo [...] Pero Cheap Imitation claramente me aleja de todo eso. Entonces, si mis ideas se hunden en confusión, debo esa confusión al amor. [...] Obviamente, Cheap Imitación se encuentra fuera de lo que puede parecer necesario en mi obra en general, y eso es inquietante. Soy el primero en ser perturbado por eso.

La afición de Cage por esta obra resultó en una grabación de él interpretándola, realizada en 1976 — algo raro, dada la actitud negativa de Cage hacia las grabaciones. 

## Análisis
Cheap Imitation es una pieza en tres partes. Consiste casi exclusivamente en una sola línea melódica, con duplicaciones ocasionales. La estructura rítmica de las frases se basa en el original de Satie, generalmente en la línea vocal, ocasionalmente en las partes orquestales. Los tonos se determinaron mediante operaciones de azar con el I Ching, a través de las siguientes preguntas: 
1. ¿Cuál de los siete modos, si tomamos como modos las siete escalas que comienzan en las notas blancas y permanecen en las notas blancas, cuál de ellos estoy usando?
2. ¿Cuál de las doce posibles transposiciones cromáticas estoy usando?
3. Para esta frase para la cual se aplicará esta transposición de este modo, ¿qué nota estoy usando de los siete para imitar la nota que escribió Satie?

Cage observó repeticiones de frases y notas presentes en las melodías de Satie, añadiéndolas a su imitación. El uso de modos era inusual ya que Cage usaba transposiciones cromáticas; el compositor llamó Cheap Imitation (imitación barata) a una pieza modal cromática.
La versión para violín, completada en 1977, fue una colaboración con Paul Zukofsky. Esta transcripción fue transportada una tercera mayor más alta que el original (de lo contrario varias notas quedarían fuera del registro del instrumento) y es idéntica a él, exceptuando unos cuantos pasajes.
Posteriormente, Cage escribiría varias piezas más basadas en las obras de otros compositores, de manera similar utilizando procedimientos del azar para alterar los originales. Estos incluyen varios solos de Song Books (1970), "armonías" de Apartment House 1776 (1976), algunos de The Harmony of Maine (1978) e Hymns and Variations (1979).

## Ediciones
- Versión original: Edition Peters 6805. (c) 1970 por Henmar Press.
- Versión para violín solo: Edition Peters 66754. (c) 1977 por Henmar Press.
- Versión orquestal: Edition Peters 6805 AR/BR/CR. (c) 1972 por Henmar Press.[10]